# 5886 Rutger
5886 Rutger (1975 LR) là một tiểu hành tinh vành đai chính.